# Bismarck (cuirasat)
Bismarck a fost un cuirasat german din timpul celui de al doilea război mondial. Având un deplasament nominal de 41.700 de tone și o greutate cu încărcătură completă de peste 50.000 de tone, "Bismarck" era cea mai mare navă de război din istorie la data lansării sale la apă, în septembrie 1939. 
Echiparea și probele navei au durat până în aprilie 1941.
În urma unor pregătiri frugale, nava a fost trimisă în prima și ultima misiune de luptă în mai 1941, alături de crucișătorul greu "Prinz Eugen". 
Într-o serie de bătălii aero-navale desfășurate între 23 și 27 mai 1941, Bismarck a distrus nava-amiral a flotei britanice -  crucișătorul Hood - și a avariat 1 crucișător și 1 cuirasat inamic. 
În urma acestei misiuni epice, atacat direct de circa 15 de nave de război britanice, Bismarck a fost extrem de grav avariat și sabordat de echipajul său în dimineața zilei de 27 mai 1941.
Soarta cuirasatului german a reprezentat un punct de cotitură în războiul naval, deoarece marile puteri au început sa conștientizeze vulnerabilitatea marilor nave de război în fața avioanelor lans-torpilă, fapt ce a determinat schimbarea priorităților de construcție. Astfel, Japonia, Marea Britanie și S.U.A. au început să pună accentul mult mai mult pe port-avioane, în detrimentul cuirasatelor.

## Proiectul
"Bismarck" a fost proiectat între 1933-1934, în dezacord parțial cu tratatul de la Washington, care limita deplasamentul cuirasatelor la 35.000t. Deplasamentul proiectat era de 40.000 de tone, depășind cu 5.000 de tone limită impusă prin tratat. Acest fapt a apărut deoarece proiectanții germani au descoperit repede faptul că o navă rapidă, bine înarmată și protejată nu se putea construi pe acest tonaj. O restricție suplimentară era reprezentată de adâncimea canalului Kiel, care făcea legătura între Wilhelmshaven și Marea Baltică. Acesta avea o adâncime minimă de 10.2 metri, ceea ce impunea restricții suplimentare tonajului navei (un tonaj mai mare presupunea un pescaj mai mare, și riscul ca nava să lovească fundul canalului).

Bismarck era proiectat cu rază de acțiune lungă, pentru a putea executa misiuni oriunde în Oceanul Atlantic. Astfel, rezervoare pentru circa 8000 de tone de combustibil au fost incluse în proiectul inițial.

Luând în considerare restricțiile politico-diplomatice, tehnice, și geografice, inginerii germani au pus la punct proiectul bastimentului la sfârșitul lui 1934. Acesta prevedea o navă foarte bine blindată, foarte rapidă, dar slab înarmată în raport cu dimensiunile sale totale.
Dimensiuni:
251m lungime, 36m lățime, 10.5 metri pescaj maxim (cu încărcătură maximă)
Deplasament cu încărcătura de război: 53.200 tone
Blindaj

Citadela cuirasatului proteja 70% din lungime pe linia de plutire. Grosimea blindajului vertical varia între 145 și 320mm, iar a celui orizontal între 50 și 110mm. Plăcile de armură se suprapuneau în zonele vitale ale navei, astfel că un proiectil ar fi trebuit să spargă 2 straturi succesive de armură pentru a lovi sălile mașinilor sau magaziile cu muniții.
Armament:
Proiectul inițial prevedea montarea a 8 tunuri de 350mm. După o intervenție a lui Adolf Hitler din 1937 însă, calibrul a fost ridicat la 380mm. Fuhrer-ul și-a manifestat din nou nemulțumirea în 1939, când a solicitat tunuri de 406mm. La acel moment însă, nava era aproape definitivată și o astfel de modificare nu a mai putut fi realizată.
Propulsie
Nava era proiectată pentru a dezvolta 138.000cp la putere normală și 150.000 - 155.000 la putere maximă.

## Construcția
Chila lui Bismarck și a navei-soră Tirpitz a fost începută în 1936, pe șantierul companiei Blohm&Voss din Hamburg. După 3 ani, scheletul navei era complet, și a început echiparea sa.
Oțelul folosit pentru construcție era St52, un oțel omogen foarte rezistent. Toate îmbinările plăcilor de blindaj, a grinzilor și a traverselor, s-a făcut prin sudură în arc electric, în vreme ce majoritatea navelor contemporane aveau îmbinări bazate pe nituire. Acest aspect conferea o rezistență sporită navei în ansamblu.
S-a pus accent deosebit pe calitatea materialelor utilizate. Astfel, plăcile de armură erau testate amănunțit, iar minereul de fier folosit era importat din Suedia. Testele făcute după război în Marea Britanie au arătat că armura folosită pe Tirpitz avea un conținut infim de impurități, fiind mai "pură" decât armura britanica a acelor ani. Din punct de vedere al rezistentei la spargere/rupere/perforație, centura cuirasată a lui Bismarck era comparabilă calitativ cu centurile cuirasate britanice, considerate cele mai rezistente din lume. 

Cantitatea totală de armură folosită la construcția navei a fost de peste 18.000 tone, adică peste 43% din deplasamentul nominal al navei. Această proporție de armură/total deplasament reprezintă cel mai mare procent folosit vreodată în construcția navală.

## Armura
Sistemul de protecție al cuirasatelor din era post-Washington cuprindea 3 mari categorii de armuri: 

a)Orizontală, adică punțile blindate 
. Rolul acestei categorii de armură era de a activa temporizatorul proiectilelor perforate, astfel încât ele să explodeze înainte de a ajunge în "inima" navei. 
b)Verticală, adică pereții blindați și bordajele
. Rolul acestei categorii de armură era de a sparge capul-perforant al proiectilelor, și de a le forța să ricoșeze în apă. În cazul în care energia cinetică a proiectilului era prea mare pentru a putea fi deviat, el avea să fie oricum deformat din șocul cu armura verticală. În consecință, orice strat de armură interior ar fi putut opri cu ușurință un astfel de proiectil. 
c)Anti-torpila, plasată sub linia de plutire
Orizontală
Două punți blindate paralele, ce acopereau 70% din suprafața navei.
Puntea 1: oțel omogen grosime 50-80mm Whotan, duritate pe scara Brinell 220-240
Puntea 2: grosime 80-110mm Whotan, duritate pe scara Brinell 235-250
Verticală
Centura cuirasată, ce acoperea 70% din lungimea navei și circa 50% din înălțimea bordajului
Centura superioară, aliaj special Krupp de tip KC n/A. Compoziție: 0.15% Carbon, 3% Crom, 0.3% Molibden, 0.1% Vanadiu, 96.45% Fier. Duritate Brinell 670-720, grosime placă de armură 145mm
Centura centrală, din același aliaj, dar cu grosime de 320mm
Centura inferioară, cu grosime de 170mm (acoperea partea de sub apă)
Suprastructuri
Turelele principale - protejate de 150-360mm de armură în lateral și 130-180mm armură pe acoperiș.
Turelele secundare - armură de 50-100mm
Turnul blindat principal - protejat de 350mm KC n/A de jur împrejur și de plăci de 220mm Whotan pe acoperiș.
Turnul blindat secundar - protejat de 100mm KC n/A în laterale și de 50mm Whotan în partea superioară.
Elemente interne
Tunel de comunicații - aparat de 220mm KC n/A
Postamentul turelelor - 220mm KC n/A
 Anti-torpilă
Sistem de cilindri vidați, susținuți cu plăci de armură Whotan, cu grosimea de 45mm. Testele făcute în Japonia după război au arătat că sistemul anti-torpilă al lui Bismarck era capabil să absoarbă energia unor explozii de până la 900 kg TNT, în condițiile în care cele mai puternice torpile folosite în război nu au avut încărcături mai mari de 500 kg.

## Armament
Artileria navei era compusă din 3 categorii de tunuri:

Artileria principală
8 tunuri de 380mm, grupate în 4 turele. Tunurile erau de producție Krupp, model SK38/C34-L52.
Viteza inițială a proiectilului era de 825-835m/s, iar dispersia turelelor era de circa 150m la 25.000m (considerând salve de 4 tunuri).
Rata normală de tragere era de 2 proiectile/minut/tun, dar în condiții de luptă sistemul de re-încărcare a dovedit că o rată de tragere de 3.3 proiectile/minut era posibilă, pentru salve la o distanță de maxim 20km.
Raza de acțiune a tunurilor era limitată de elevația maximă a turelelor, de 30*. Astfel, tunurile de 380mm de pe Bismarck puteau atinge o țintă situată la maximum 36,5km distanță.
Artileria secundară
12 tunuri de 150mm cu tragere rapidă, grupate în 6 turele, câte 3 pe fiecare bord al navei.
Artileria anti-aeriană
16 tunuri de 105mm, grupate în 4 turele cvadruple și 20 de tunuri duble de 20mm.

## Propulsie
Cuirasatul german era echipat cu 12 boilere care trimiteau abur la 450-475*C către 3 turbine Blohm&Voss, fiecare dintre ele putând genera 51.666 cai putere.
Fiecare turbină era conectată la un ax cu lungimea de 50-55m, care puneau în mișcare elicele navei. Fiecare elice avea diametrul de 4.7m și la putere maximă, se putea roti de 270 ori/minut.
Viteza maximă a navei era un secret militar, iar cercetările istoricilor din ultimii 50 de ani nu au ajuns la o concluzie certă. Cel mai probabil este că nava cu încărcătură maximă (53.000tone) putea atinge circa 30 de noduri, respectiv 55,56 km/h.

## Echipament de bord

### Sistemul de conducere a focului
Funcționare:
a) Inamicul era detectat fie de către avioanele de la bord fie de către directorul principal.
b) Distanța până la țintă era estimată, iar estimarea era trimisă electronic calculatoarelor de bord
c) Viteza și orientarea țintei erau estimate, iar estimările trimise către calculatoare.
d) O serie de senzori de bord măsurau viteza vântului, temperatura aerului, înclinația relativă a navei proprii, temperatura din magaziile principale, etc, și trimiteau automat informația la calculatoare.
e) calculatoarele de bord, situate în încăperi blindate, procesau în timp real situația tactică și calculau rotirea turelelor și elevația tunurilor, necesare pentru a trimite proiectile către țintă.
f) calculatoarele transmiteau automat comenzi de dirijare a tunurilor pentru a lovi ținta în punctul în care urma nava inamică, la momentul impactului proiectilelor cu planul apei.
g) Se făceau corecții de tir manuale în funcție de eroarea primelor salve față de țintă.

### Echipament
Radare:
Bismarck era dotat cu 3 radare Fumo23, producție 1939 și 6 directoare de tir.
Radarele operau pe frecvența de 368 MHz și aveau o rază maximă de 25 km, având mai mult un rol de confirmare a distanței.
Directoare de tir:
Directorul principal, de tip Basigerat BG, situat în vârful turnului blindat-prova, capabil să descopere nave la până la 35 km distanță. Eroarea la identificarea distanței era în general de 20m la 20 km și 50m la 30 km. Directorul principal avea 10.5m lățime și 4m înălțime.
Directoarele secundare erau în număr de 5, unul plasat în turnul-blindat pupa și câte unul montat pe fiecare turelă principală. Ele aveau o precizie mai slabă decât a directorului principal, eroarea de detecție fiind de circa 0.5% x distanță.
Alte echipamente:
- Echipament de bruiaj electronic
- Hidrofoane pentru detecția torpilelor și a submarinelor
- Sistem de de-magnetizare a chilei, care reducea foarte mult riscul de atașare a minelor magnetice
Avioane:
4 hidroavioane Arado 196, plasate în hangare de la centrul navei.

## Probe și verificări
Echiparea lui Bismarck s-a încheiat la 24 august 1940. Din septembrie, au început testele și instruirea echipajului. Comandantul navei a fost numit Ernst Lindemann.
Într-un test executat în octombrie 1940, la un deplasament de 43.000 tone, și o putere de 118.000cp, în apă de mică adâncime, nava a obținut o viteză de 28.36 noduri.
Manevrele de luptă și testele artileriei au început în noiembrie 1940.
Comandantul navei s-a declarat nemulțumit de lipsa pieselor de schimb și a insuficienței ajustări a calculatoarelor de bord și a lifturilor de muniție.
Drept urmare, nava a reintrat în port pentru ca problemele să fie rezolvate. Abia în martie 1941 au fost reluate testele, echipajul având în această perioadă permisie pe perioadă nedeterminată.
Testele din martie s-au dovedit a fi mai bune ca cele din noiembrie, însă existau destul de multe probleme tehnice serioase. În plus, cu doar 1 lună de experiență la bord, echipajul era departe de a fi "gata de luptă".
Cu toate acestea, decizia conducerii Kriegsmarine a fost de a porni un raid împotriva convoaielor din Atlantic. Cum nu existau alte nave disponibile, cuirasatul Bismarck și crucișătorul greu Prinz Eugen au fost desemnate pentru raid.

## Misiunea Rheinubung

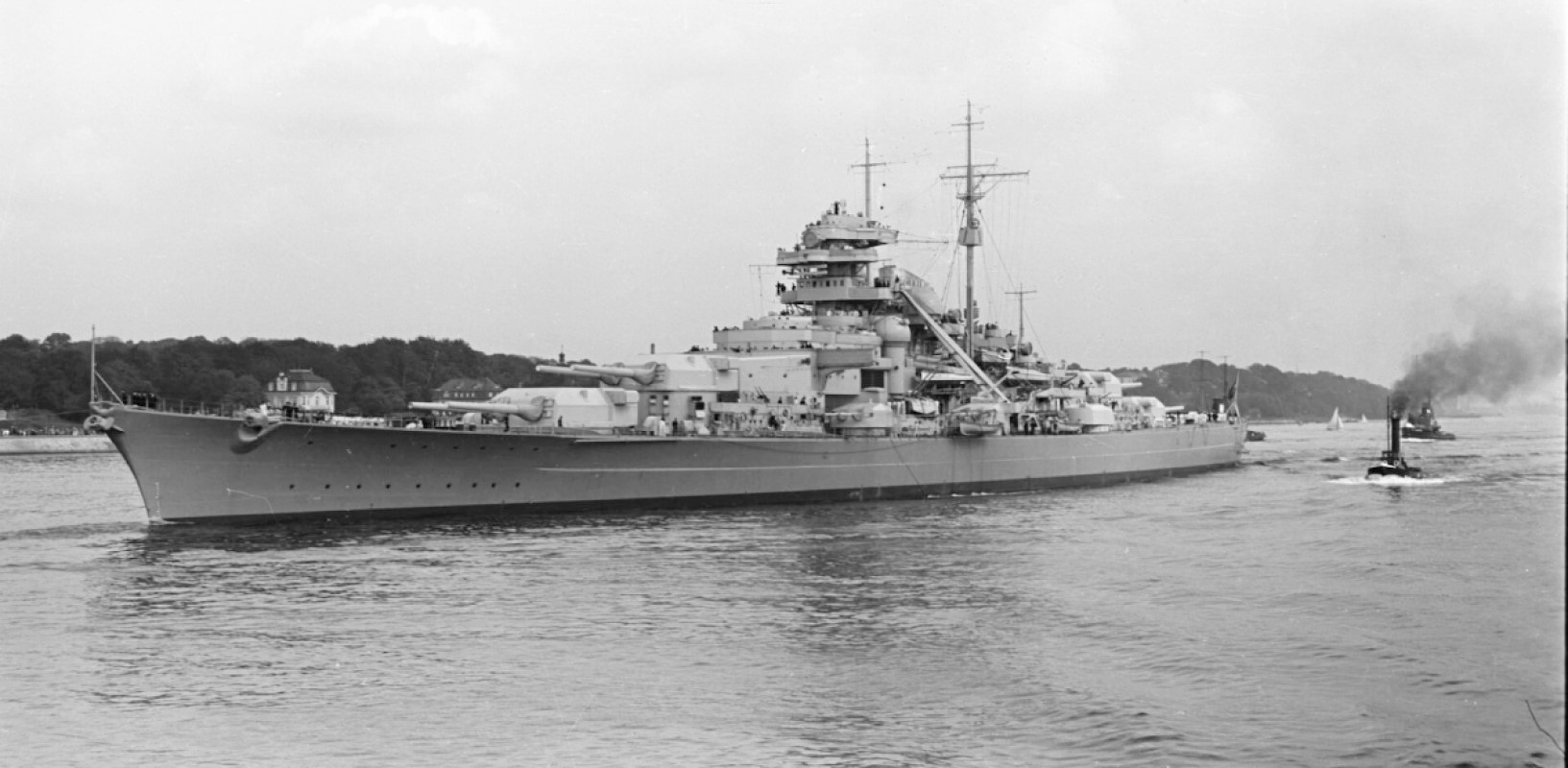

Raidul din Atlantic presupunea ieșirea din Marea Baltică, înaintarea spre nord-nord-vest, apoi spre vest, spre Strâmtoarea Danemarcei, și spre sud-sud-vest, înspre Groenlanda și apoi Oceanul Atlantic. Comandamentul german spera ca cele două nave să intercepteze cel puțin un convoi britanic încărcat cu petrol, muniție, hrană, pe care să îl atace și să îl distrugă. 
Există și posibilitatea ca respectivul convoi să fie escortat de 1 cuirasat britanic, caz în care Bismarck avea rolul de a-l ataca direct, în vreme ce Prinz Eugen urmărea și scufunda cargourile și petrolierele. După un atac reușit, navele germane aveau să pornească spre portul Brest, la acea dată aflat sub influență germană.
Pe baza acestui plan, la începutul lunii mai 1941, Bismarck și Prinz Eugen au început pregătirile de misiune. Navele au plecat din port la 19 mai 1941, înaintând spre nord-est până în strâmtoarea Danemarcei.
Royal Navy a fost anunțată de plecarea lor încă din data de 21 Mai, astfel că Amiralitatea Britanică a avut timp să întindă o rețea de intercepție, compusa din crucisatoare si distrugatoare.
În seara zilei de 23 Mai, crucișătoarele grele Norfolk si Suffolk au luat contact radar cu navele germane în apropiere de Strâmtoarea Danemarcei. În același timp, radarele de pe Bismarck au detectat navele britanice, iar căpitanul a ordonat intercepția imediată. Bismarck a tras primele proiectile către Norfolk, care s-a retras foarte rapid într-un banc de ceață. Sesizând pericolul, căpitanul englez a decis să mențină o distanță de siguranță de 20 km față de escadra germană.
Dată fiind viteza superioară a crucișătoarelor britanice (32-33 noduri, față de 30 noduri Bismarck), ele se puteau îndepărta în cazul în care navele germane încercau să micșoreze distanța.
Astfel, din seara de 23 Mai, navele germane au fost monitorizate atent de britanici.
Informațiile transmise de cele două crucișătoare au fost primite de rețeaua de interceptare. Cele mai apropiate unități erau crucișătorul de bătălie Hood și cuirasatul Prince of Wales, escortate de 4 distrugătoare.
Hood era pe vremea aceea nava-amiral a flotei britanice. Avea un deplasament maxim de 49.000t și atingea o viteză maximă de 30.5-31 de noduri, fiind înarmat cu 8 tunuri de 381mm L42.
Prince of Wales era un cuirasat foarte nou, din clasa King George Vth, echipat abia în martie 1941. Avea un deplasament de 43.000t și atingea o viteză maximă de 29 de noduri, fiind înarmat cu 10 tunuri de 356mm L45.
Bătălia din Strâmtoarea Danemarcei
În dimineața zilei de 24 Mai, cele doua cuirasate britanice au interceptat navele germane, având loc Bătălia din Strâmtoarea Danemarcei.
Hood si Price of Wales  au atacat dinspre est spre vest, în timp ce navele germane navigau în coloană, pe direcția generală sud-sud-vest. Astfel, cuirasatele britanice își puteau folosi doar artileria din provă, în timp ce navele germane puteau dezlănțui toate tunurile.
Hood a deschis focul de la peste 22 km, la ora 5:52 dimineața. Prince of Wales a deschis și el focul 1 minut mai târziu.
Navele germane nu au răspuns, așteptând micșorarea distanței pentru a declanșa un tir cât mai precis. La 5:55, după 3 minute de așteptare, Bismarck și Prinz Eugen au deschis focul cu toată artileria, cu o precizie nimicitoare.
La 5:59, Hood a fost lovit de 2 proiectile de pe Prinz Eugen și de 1 proiectil de pe Bismarck. La 6:00, alte 2 (sau 3) proiectile grele au lovit în plin nava-amiral a flotei britanice. Unul dintre aceste proiectile, provenit de pe Bismarck,., a perforat armura magaziilor de muniții, provocând explozia aproape instantanee a navei, care s-a rupt în 2 bucăți și s-a scufundat imediat.
Germanii și-au concentrat apoi focul pe Prince of Wales, care a primit în 5 minute 8 lovituri (5 de pe Bismarck, 3 de pe Prinz Eugen), și s-a retras cu avarii serioase, sub o perdea de fum, cu mare parte din ofițerii seniori uciși și cu 600 de tone de apă intrate în chilă prin rupturile plăcilor de oțel.
Urmărirea
Scufundarea navei-amiral "Hood" într-o bătălie de 8 minute a produs consternare și groază în Marea Britanie. Winston Churchill a emis faimosul ordin "Scufundați cuirasatul Bismarck!", ceea ce a pornit o adevărată haițuială în Atlanticul de Nord.
2 portavioane, 3 cuirasate și 40 de nave mai mici (crucișătoare și distrugătoare) au început mișcări convergente înspre ruta estimată a navei germane.
Într-o mișcare curajoasă, cuirasatul Prince of Wales, deși avariat și cu viteza limitată la 26 de noduri, a încercat să intercepteze din nou navele germane, escortat fiind de crucișătoarele Suffolk și Norfolk. Bătălia, purtată în seara zilei de 24 mai, s-a purtat la distanțe cuprinse între 20 și 30 km. Suffolk a fost încadrat de cateva ori de salvele de pe Bismarck și forțat să se retragă. Prince of Wales si Bismarck au schimbat circa 20 de salve, fără rezultat, din cauza distanțelor foarte mari. Treptat, navele britanice au rămas în urmă, iar o manevră îndrăzneață a căpitanului lui Bismarck a pierdut contactul radar definitiv.
Prinz Eugen s-a separat de Bismarck în seara zilei de 24 mai, urmând o altă rută catre portul francez Brest. Crucișătorul avea să ajungă fără incidente în port, în 28 mai.
Câteva zeci de hidroavioane ale pazei de coastă britanice au început o căutare frenetică a navei germane. Abia pe 26 mai acesta a fost descoperit, în sud-estul insulelor britanice. 
Amiralitatea Britanică a ordonat atacuri imediate cu toate forțele disponibile. 
Portavionul Victorious a lansat 12 avioane lans-torpila, care au reușit 1 sau 2 lovituri asupra navei germane.
Cu toate acestea, armura deosebit de rezistentă a rezistat cu brio, și Bismarck continuă goana cu 24-25 de noduri.
Ieșit din raza de acțiune a lui Victorious, Bismarck a intrat în raza de acțiune a port-avionului Ark Royal, care a lansat 2 valuri a câte 15 avioane lans-torpila. Trecând prin barajul anti-aerian destul de ineficient, avioanele britanice au reușit încă 2 lovituri cu torpile: 1 în centrul navei, care a cauzat foarte puține avarii, și o a doua fatală, în zona pupa, blocând ambele cârme ale navei.
Încercările de deblocare a cârmelor au dat greș, iar viteza navei a scăzut simțitor, la 12-15 noduri. În plus, având cârmele blocate, Bismarck se putea deplasa doar ca un tramvai, pe o direcție prestabilită. Din nefericire, această direcție era tocmai cea din care se apropiau unitățile grele ale HOme Fleet - cuirasatele King George Vth, Rodney, 2 crucișătoare grele, 1 crucișător ușor, escortate de 4 distrugătoare.
Ultima noapte
Crucișătorul ușor Sheffield l-a interceptat pe Bismarck în seara zilei de 26 mai. De la 12 km, Bismarck a deschis foc cu turelele prova, încadrând instantaneu nava britanică. Deși nici un proiectil nu l-a lovit direct, schije de obuz au perforat armura crucișătorului englez, provocând moartea a 6 membri ai echipajului și rănirea a încă 9. Sheffield s-a retras sub o perdea de fum, în noapte, așteptând sosirea întăririlor.
Noaptea, cele 4 distrugătoare din escorta escadrei grele au realizat atacuri cu tunurile și torpilele. Focul de pe Bismarck le-a ținut la distanță de peste 6 km, iar atacul cu torpile a fost în consecință ineficient. Două dintre distrugătoare au suferit avarii ușoare, din cauza schijelor.
Ultima bătălie - 27 mai 1941
După respingerea a 3 valuri de avioane și a atacurilor de noapte, echipajul de pe Bismarck era extenuat (practic nu dormiseră deloc din seara de 24 mai).
Starea mării s-a înrăutățit, o furtună de forță 10 măturând Marea Nordului. Pe la ora 8:00 dimineața, King George Vth și Rodney l-au detectat pe Bismarck. Li s-au alăturat crucișătoarele grele Dorsetshire și Norfolk
Din cauza valurilor de 4-5 metri, viteza lui Bismarck a scăzut și mai mult - la 7-8 noduri - în condițiile în care adversarii se apropiau cu 16-20 de noduri.
La 8:40, navele britanice au deschis focul de la 21 km distanță. Tirul britanic s-a dovedit imprecis. Bismarck a răspuns imediat, a 3-a salvă de 4 tunuri încadrându-l pe Rodney. De teamă să nu fie lovit, căpitanul de pe Rodney a ordonat modificarea cursului, ceea ce a condus la dereglarea echipamentului de tir.
20 de minute mai târziu s-a obținut prima lovitură asupra lui Bismarck, care i-a blocat turelele prova (Anton și Bruno) și i-a distrus turnul de control principal.

Cuirasatul german a continuat tirul cu turelele pupă (Cesar și Dora), concentrându-se asupra lui King Geroge Vth. A 4-a salvă de 4 tunuri l-a încadrat pe KGV, și o a 5-a salvă era pregătită să fie trasă, dar în acel moment și turnul secundar de conducere a focului a fost lovit. Astfel, de la 9:15 nava germană a rămas fără un "sistem nervos" capabil să răspundă provocărilor.
A urmat un tir de baraj, navele britanice apropiindu-se până la 3 km distanță și trăgând în plin.
Cel puțin 70 de proiectile de 356 și 406mm și 300 de proiectile de 203mm au lovit cuirasatul german în agonie. 4 sau 5 torpile lansate de escadra britanică și-au găsit de asemenea ținta. Cu toate acestea, Bismarck continuă să plutească, deși suprastructurile erau cuprinse de flăcări.
Căpitanul a dat ordinul de sabordare la 10:05, iar la 10:10, acesta a fost executat. Echipajul a deschis valvele etanșe, provocând inundarea bruscă a navei. La 10:30, Bismarck s-a scufundat, împreună cu circa 400-500 de membri ai echipajului.

## După bătălie
Peste 1500 de supraviețuitori de pe Bismarck se zbăteau în apa înghețată. Crucișătoarele britanice au început să îi culeagă, dar după ce au salvat doar 115 oameni, s-a dat alarma de atac submarin. Într-adevăr, 1 U-boat german se afla în zonă, dar acesta nu mai avea torpile, deci nu a putut ataca. Desigur că acest fapt nu avea cum să fie cunoscut de comodorul britanic, care a ordonat retragerea cu toată viteza a escadrei din zona periculoasă. Astfel, circa 1400 de marinari au fost lăsați în apa înghețată.
Victoria asupra lui Bismarck a fost sărbătorită triumfal în Marea Britanie. În Germania, pierderea celei mai mari nave de război l-a determinat pe Hitler să blocheze pentru tot restul războiului raidurile marilor nave de suprafață, preferând expunerea submarinelor și a distrugătoarelor.
În consecință, nava-soră a lui Bismarck - Tirpitz, și-a petrecut cariera mai mult în porturi, neavând șansa de a-și demonstra capacitatea de luptă în condiții reale.